# Tony Leung Chiu-wai

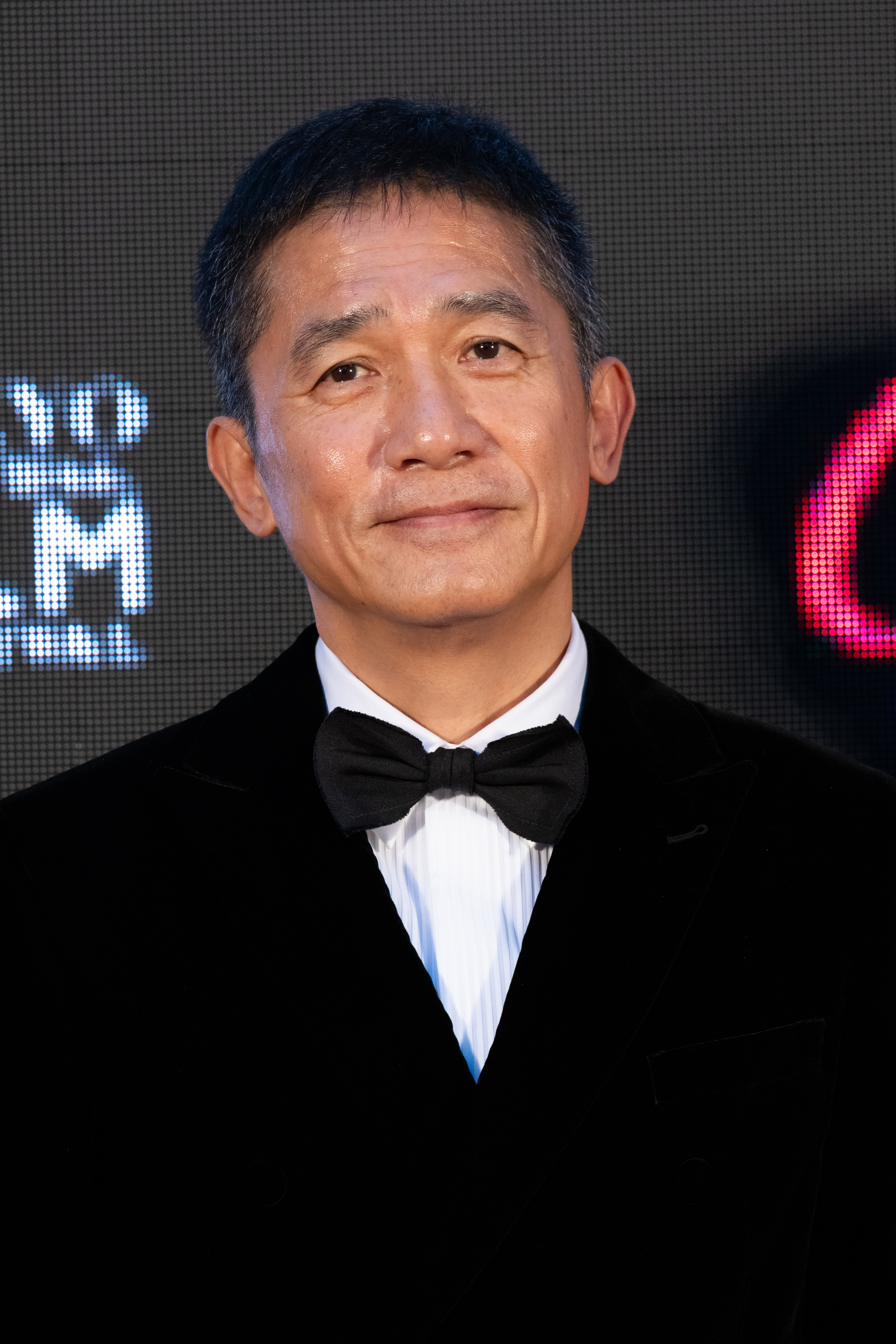
Tony Leung (2024)

Tony Leung Chiu-wai, im Westen meist bekannt als Tony Leung (chinesisch 梁朝偉 / 梁朝伟, Pinyin Liáng Cháowěi, Jyutping Loeng4 Ciu4wai5, kantonesisch Leung Chiu-wai; * 27. Juni 1962 in Hongkong) ist ein chinesischer Schauspieler. Leung hat in seiner Karriere, die in den 1980er-Jahren begann, eine ganze Reihe von Auszeichnungen erhalten. Für In the Mood for Love wurde Leung bei den Filmfestspielen von Cannes als Bester Schauspieler ausgezeichnet. Er ist außerdem siebenfacher Gewinner der Hong Kong Film Awards und dreifacher Gewinner der Golden Horse Film Awards und hält den Rekord für die meisten Auszeichnungen in der Kategorie Bester Schauspieler. In dem 2002 erschienenen Buch East Asian Film Stars wird Leung als „zweifellos einer der erfolgreichsten und am meisten gefeierten Hongkong-Schauspieler seiner Generation mit einer breit gefächerten und vielfältigen Filmografie“ beschrieben.

## Name
Um ihn von seinem Schauspielerkollegen Tony Leung Ka-Fai (Tony Leung) zu unterscheiden, wird Leung in Hongkongs Filmkreisen „Little Tony“ genannt, während Kollege Ka-Fai unter dem Namen „Big Tony“ bekannt ist, was auch die körperliche Statur der beiden widerspiegelt.

## Biografie
Tony Leung Chiu-wai begann seine Karriere als Comedy-Fernsehschauspieler beim Sender TVB. Nach einigen kleineren Rollen wurde er zweimal als bester Schauspieler in einer Nebenrolle mit dem Hong Kong Film Award ausgezeichnet – für People’s Hero (1987) und für My Heart is That Eternal Rose (1989). Anfang der 1990er-Jahre fiel Leung in prägnanten und anspruchsvollen Rollen in den John-Woo-Thrillern Bullet in the Head (1990) und Hard Boiled (1992) auf.
Breite internationale Aufmerksamkeit erlangte Leung aber vor allem durch seine fünf gemeinsamen Arbeiten mit Wong Kar-Wai, Hongkongs renommiertem Autorenfilmer. Seine subtil-humorvolle Darstellung eines schwer verliebten Polizisten in Wongs Kultfilm Chungking Express (1994) brachte ihm bei den Hong Kong Film Awards eine Auszeichnung als Bester Darsteller ein, wie auch zwei Jahre später in Happy Together sein Porträt eines Homosexuellen, der im argentinischen Exil eine schmerzhafte Trennung zu verarbeiten versucht.
Ebenfalls bei den Hong Kong Film Awards wurde er für Wongs verschwenderisch visualisierte Kammerspielromanze In the Mood for Love gewürdigt, in der er als Zeitungsredakteur eine platonische Liebesbeziehung zu seiner Nachbarin (Maggie Cheung) pflegt. Die beiden müssen schließlich erfahren, dass ihre jeweiligen Ehepartner (die im Film nur von hinten zu sehen bzw. im Off zu hören sind) ein Verhältnis miteinander haben. Bei den Internationalen Filmfestspielen von Cannes erhielt er dafür im Jahr 2000 den Darstellerpreis. In 2046 (2004) führt er diese Rolle fort.
In den letzten Jahren arbeitete er mit den wichtigsten Regisseuren des chinesischen bzw. Hongkong-Kinos zusammen, darunter in den Hauptrollen in Zhang Yimous opulentem Martial-Arts-Epos Hero (2002; wieder mit Maggie Cheung) wie auch in Ang Lees historischem Drama Gefahr und Begierde (2007). Ebenso spielte er in Hou Hsiao-Hsiens exotischem, minimalistischem Die Blumen von Shanghai (1998) und in dem Thriller Infernal Affairs.
2017 wurde er in die Academy of Motion Picture Arts and Sciences (AMPAS) aufgenommen, die jährlich die Oscars vergibt.
Im Jahr 2023 wurde ihm der Goldene Löwe als Ehrenpreis für ein Lebenswerk des 80. Filmfestivals von Venedig zuerkannt. Neben Gefahr und Begierde war Leung auch in den Goldenen-Löwen-Gewinnern Eine Stadt der Traurigkeit (1989) von Hou Hsiao-Hsien und Cyclo von Trần Anh Hùng (1995) aufgetreten.

## Persönliches
Seit 2008 ist Leung mit seiner langjährigen Freundin und Schauspielkollegin Carina Lau verheiratet. Nach beinahe 20 Jahre feierten beide tiefgläubigen Anhänger des tibetischen Buddhismus der Karma-Kagyü-Schule ihre Hochzeit im buddhistischen Bhutan.

## Filmografie (Auswahl)
- 1983: Mad Mad 83
- 1985: Young Cops
- 1985: Fascinating Affairs
- 1986: Love Unto Waste
- 1986: The Lunatics
- 1986: You Will I Will
- 1987: Happy Go Lucky
- 1987: People’s Hero
- 1988: I Love Maria
- 1989: Eine Stadt der Traurigkeit (Bei qing cheng shi)
- 1989: Seven Warriors
- 1989: My Heart is that Eternal Rose
- 1990: Bullet in the Head (Die xue jie tou)
- 1990: The Royal Scoundrel
- 1991: The Banquet
- 1991: A Chinese Ghost Story III (Sien nui yau wan III: Do Do Do)
- 1991: The Tigers
- 1991: Don’t Fool Me
- 1991: The Great Pretenders
- 1991: Fantasy Romance
- 1992: The Days of Being Dumb
- 1992: Come Fly the Dragon
- 1992: Lucky Encounter
- 1992: Hard Boiled (Lashou shentan)
- 1993: He Ain’t Heavy, He’s My Father
- 1993: Tom, Dick and Hairy
- 1993: The Magic Crane
- 1993: Two of a Kind
- 1993: Hero – Beyond The Boundary Of Time
- 1993: Three Summers
- 1993: End Of The Road
- 1993: Die Macht des Schwertes (Xin liu xing hu die jian)
- 1993: The Eagle Shooting Heroes
- 1994: Ashes of Time (Dung che sai duk)
- 1994: Chungking Express (Chunghing Sam Lam)
- 1994: The Returning
- 1994: Always Be the Winners
- 1995: Cyclo (Xích Lô)
- 1995: Heaven Can’t Wait
- 1995: Dr. Mack
- 1996: War of the Underworld
- 1996: Blind Romance
- 1997: Chinese Midnight Express
- 1997: 97 Aces Go Places
- 1997: Happy Together
- 1998: Your Place or Mine
- 1998: Die Blumen von Shanghai (Hai shang hua)
- 1998: Timeless Romance
- 1998: The Longest Nite
- 1999: Under Control (Boh lei chun)
- 2000: Healing Hearts
- 2000: In the Mood for Love (Fa yeung nin wa)
- 2000: Tokyo Raiders
- 2001: Love Me, Love My Money
- 2001: Fighting for Love
- 2002: Hero (Yīngxióng)
- 2002: Infernal Affairs (Wujiandao)
- 2002: Chinese Odyssey 2002 (Tian xia wu shuang)
- 2003: Sound of Colors
- 2003: Infernal Affairs III
- 2003: My Lucky Star
- 2004: 2046
- 2005: Seoul Raiders
- 2006: Confession Of Pain
- 2007: Gefahr und Begierde (Sè, jiè)
- 2008: Red Cliff (Chìbì)
- 2011: The Great Magician
- 2013: The Grandmaster (Yī dài zōng shī)
- 2016: See You Tomorrow
- 2018: Monster Hunt 2
- 2021: Theory of Ambitions
- 2021: Shang-Chi and the Legend of the Ten Rings

## Auszeichnungen (Auswahl)
alphabetisch aufsteigend
- Asian Film Award 2008
  - Gefahr und Begierde
- Golden Horse Film Festival
  - 1994: Chungking Express
  - 2003: Infernal Affairs
  - 2007: Gefahr und Begierde
- Hong Kong Film Award
  - 1988: People’s Hero
  - 1990: My Heart Is That Eternal Rose
  - 1995: Chungking Express
  - 1998: Happy Together
  - 2001: In the Mood for Love
  - 2003: Infernal Affairs
  - 2005: 2046
- Cannes 2000
  - In the Mood for Love
- Venedig 2023
  - Goldener Löwe als Ehrenpreis für ein Lebenswerk